# Cryptocephalus creticus
Cryptocephalus creticus es una especie de insecto coleóptero de la familia Chrysomelidae.
Fue descrita científicamente en 1847 por Suffrian.